# Fontanna Neptuna w Norymberdze
Fontanna Neptuna (niem: Neptunbrunnen) – została zaprojektowana na wzór rzymskiej budowli Fontana del Nettuno dla upamiętnienia norymberskiej konferencji z 1649 zorganizowanej po wojnie trzydziestoletniej. Fontanna została zaprojektowana w 1656 r. i miała stanąć na głównym rynku. Zamiast tego została postawiona w 1702 r. na placu Peunthof. 1797 fontannę zakupił car Paweł I i postawił ją w ogrodach zamku Peterhof w Sankt Petersburgu. W 1902 postawiono jej kopię na głównym rynku, gdzie stała do 1934, kiedy została usunięta na osobiste życzenie Hitlera. Po wojnie fontanna została postawiona w parku miejskim w 1962. Dyskusja o powrót fontanny na rynek trwa cały czas. 

## Źródła
- Ruth Bach-Damaskinos: Neptunbrunnen. In: Michael Diefenbacher, Rudolf Endres (Hrsg.): Stadtlexikon Nürnberg. 2., verbesserte Auflage. W. Tümmels Verlag, Nürnberg 2000, ISBN 3-921590-69-8